# Incorregibles
Incorregibles es una película argentina dirigida por Rodolfo Ledo que se filmó en la ciudad de La Plata, Provincia de Buenos Aires durante 2007 y se estrenó en Argentina el 5 de julio de 2007 y el 7 de septiembre en España. Se trata de una comedia de acción con algo de drama protagonizado por Guillermo Francella, Dady Brieva y Gisela Van Lacke.

## Sinopsis
Dos hombres que no se conocen son unidos por el destino de manera fortuita y en una circunstancia límite y riesgosa. Pedro (Dady Brieva) está alocadamente desesperado y Pablo (Guillermo Francella) es un genio pero no lo sabe. Pedro, asaltante primerizo, decide robar en una sucursal bancaria. Rodeado por la Policía, escapa con un rehén que resulta ser Pablo, el marido de la hija de Francisco (Jorge Rivera López), el dueño del Banco. Sin embargo, el pedido de rescate con cuyo dinero Pedro espera salvar la vida de Rocío (Gisela Van Lacke), su hermana, nunca llega, ya que tanto Francisco como su hija deciden no pagar y, peor aún, tratan de matarlo. La historia desencadena así en una misión casi imposible, los protagonistas tendrán que realizar el robo perfecto donde pondrán en juego sus vidas.

## Elenco

### Personajes principales
- Guillermo Francella ... Pablo Rodríguez
- Dady Brieva ... Pedro Domínguez
- Gisela Van Lacke ... Rocío Domínguez
- Jorge Rivera López ... Francisco Tiziano

### Personajes secundarios
- Roberto Ibáñez ... Funes
- Marisa Fasano... Paula Tiziano
- Graciela Pal ... Alumna de Manejo
- Martín Pavlovsky ... Leibovich
- Susana Ortiz ... Tía
- Claudio Santorelli ... Jefe de Policía
- Audry Gutiérrez-Alea ... Cómplice en atraco, cubana
- Alejandro Paker ... Ladrón
- Alfredo Castellani
- Joaquín Bouzas ... Instructor de manejo